# Peter Cipollone
Peter M. "Pete" Cipollone  (ur. 5 lutego 1971) – amerykański wioślarz, sternik. Złoty medalista olimpijski z Aten.
Zawody w 2004 były jego drugimi igrzyskami olimpijskimi, debiutował w 2000. Złoty medal zdobył w ósemce. Był w niej również mistrzem świata w 1997, 1998 i 1999, zdobywał srebro w 2003 i brąz w 2002. W czwórce ze sternikiem był mistrzem świata w 1995 i wicemistrzem w 1994.